# El milagro secreto
El milagro secreto es un cuento del escritor argentino Jorge Luis Borges. Fue publicado originalmente en la revista literaria Sur en 1943, más tarde quedó incluido en la colección de cuentos y relatos Ficciones en 1944. La relatividad del tiempo puede considerarse, a juzgar por la cita inicial del Alcorán, tema fundamental del cuento:

Y Dios lo hizo morir durante cien años y luego lo animó y le dijo:

-¿Cuánto tiempo has estado aquí?

-Un día o parte de un día -respondió. Alcorán, II, 261

Igualmente, incide en uno de los temas favoritos del escritor argentino: el esbozo superficial de una obra de mayor calado que acaso el propio Borges quiso componer y no compuso. Un ejemplo paradigmático es el cuento Tema del traidor y del héroe, incluido en el mismo volumen.

## Argumento
El protagonista es Jaromir Hladík, un escritor checo de la generación de Franz Kafka, dedicado afanosamente a la literatura pero poco conocido. La acción se sitúa en Praga en marzo de 1939. Tras describirse la carrera y planes literarios de Hladík, este despierta una mañana descubriendo que Alemania ha invadido su país. Pocos días después el protagonista es detenido por la Gestapo tras una delación anónima. Interrogado ante la autoridad alemana Hladik "... no pudo levantar ni uno solo de los cargos de los que se le acusaba: su apellido materno era Jaroslavski, su sangre era judía, su estudio sobre el místico Jakob Böhme era judaizante, su firma dilataba el censo final de una protesta contra el Anschluss." 
Los ocupantes alemanes condenan a muerte a Hladík pero fijan su ejecución para el 29 de marzo a las 9 a. m. Hladík recuerda que morirá sin haber terminado su drama en verso "Los enemigos", que el propio Hladík considera la justificación de su existencia. En una de sus últimas noches con vida, el protagonista tiene un misterioso sueño donde se ve en el Clementinum de Praga y en dicho sueño solicita a Dios que le conceda el tiempo de un año para concluir su obra. 
Llega el día del fusilamiento de Hladík, el piquete ya está formado con el protagonista en el paredón y un sargento se dispone a ordenar el fuego, pero de repente el tiempo se "detiene" misteriosamente, aunque ello implica que ni Hladík ni otra criatura física puede moverse. El protagonista advierte que su deseo ha sido concedido y -en su mente- un año pasará entre la orden de fuego y la descarga. Se narra entonces cómo Hladík escribe mentalmente su drama, describiéndose los recursos literarios, las modificaciones de la trama, las correcciones finales, y los dilemas de cualquier autor. El protagonista "concluye" mentalmente "Los enemigos" dentro del plazo previsto, entonces el transcurso del tiempo se reinicia y Hladík muere fusilado, perdiéndose para siempre la obra.

### Supuestas obras
Como es habitual en la literatura de Borges, se atribuye al protagonista una serie de obras apócrifas. Así se dice que escribió un estudio "sobre Boehme, Abnesra y Flood", para una obra enciclopédica en dos volúmenes, llamada Vindicación de la eternidad. En el primer volumen, según Borges, se pasa revista a todos los tipos de eternidad que ha ideado la Humanidad; "...desde el inmóvil Ser de Parménides hasta el pasado modificable de Hinton". En el segundo se niega que todos los hechos del universo integren una serie temporal. También se atribuye a Hladík haber traducido en 1928 el Sepher Yezirah "para la editorial Hermann Barsdorf" y que en una antología de 1924 se incluyó una serie suya de poemas expresionistas.

## El drama "Los Enemigos"
El gran drama Los Enemigos, según el cuento, desapareció con la muerte de Hladík y sólo se tiene constancia de algunos rasgos orientativos que comentó o dejó escritos antes de morir. Todo el resto del relato resume parte del argumento y el estilo del drama, que es desarrollado por el autor en su propia mente. Según Borges:
"Este drama observaba las unidades de tiempo, de lugar y de acción; transcurría en Hradcany; en la biblioteca del barón de Roemerstadt, en una de las últimas tardes del siglo XIX. A lo largo de la obra, Roemerstadt recibe una serie de inoportunas visitas, que pese a halagarlo, se descubren poco a poco (primero para el lector, luego para el propio Roemerstadt) como sus secretos enemigos. En sus diálogos, aluden a su novia, Julia de Weidenau, y a un tal Jaroslav Kubin, que alguna vez la importunó con su amor. Este, ahora, se ha enloquecido y cree ser Roemerstadt...En las sucesivas escenas, los peligros y problemas aumentan para Roemerstadt. Al final del segundo acto, Roemerstadt se ve obligado a matar a uno de los visitantes.
En el tercer acto, crece el surrealismo y la incoherencia en la obra. Reaparecen personajes que ya parecían descartados de la trama. Reaparece, por un momento, el personaje asesinado por Roemerstadt. Aparece el primer interlocutor y repite las palabras que pronunció en la primera escena del primer acto. Roemerstadt le habla sin asombro; el espectador entiende que Roemerstadt es el miserable Jaroslav Kubin. El drama no ha ocurrido: es el delirio circular que interminablemente vive y revive Kubin."

## Obras derivadas
El esquema de narración esbozado para Los Enemigos es recuperado por Eduard Raban, que trata de recuperar y restaurar este drama en su obra narrativa hipertextual Ser el enemigo.